# مقاطعة أدانسي الشمالية
مقاطعة أدانسي الشمالية (بالإنجليزية: Adansi North District)‏ هي district of Ghana تقع في غانا في Fomena. يقدر عدد سكانها بـ — نسمة ومساحتها 828 كم2 .